# Strumień świadomości
Strumień świadomości (ang. stream of consciousness) – termin literacki, oznaczający rodzaj monologu wewnętrznego.
W pierwszym znaczeniu jest to zapis umysłowego przeżywania człowieka, nie tylko tego co aktualnie słyszy, widzi i czuje, lecz również myśli, skojarzeń, które mu się nasuwają. Wiąże się z tym zapis myśli i odczuć, narracja wyłącznie subiektywnymi odczuciami.
W drugim znaczeniu strumień świadomości jest swoistym stylem, połączeniem umysłu rzeczywistej chwili i sumą odczuć jednej chwili. Dlatego czasowość dzieła jest zbudowana z wielu pozornie realnych światów. W strumieniu świadomości drugiego znaczenia zdarza się relacja narratora wszechwiedzącego, który nie tylko opowiada myślami głównego bohatera, ale i wieloma innymi tworząc przestrzeń świadomości. Doskonale widoczne jest to w Ulissesie, gdzie w grę wchodzą myśli wielu opisywanych osób. W Absalomie, Absalomie... Williama Faulknera natomiast widoczne jest świadome ukazanie relatywistyczności prawdy z punktu widzenia wielu osób.
Jednym z najbardziej znanych utworów wykorzystujących technikę strumienia świadomości jest Ulisses (1922) Jamesa Joyce’a. Autora zainspirowała mało znana powieść Wawrzyny już ścięto (1888) Édouarda Dujardina, w której autor posłużył się monologiem wewnętrznym, oraz pisma Zygmunta Freuda. Wcześniej Joyce korzystał z monologu wewnętrznego w zbiorze opowiadań Dublińczycy (1914) i powieści Portret artysty z czasów młodości (1916). Strumień świadomości wykorzystał jeszcze w  Finneganów tren (1939). Następnie zaczęli go wykorzystywać inni pisarze, w tym Virginia Woolf po raz pierwszy w Pani Dalloway (1925), William Faulkner m.in. w powieściach Wściekłość i wrzask (1929) i Kiedy umieram (1930), Hermann Broch, Samuel Beckett i inni.
W Polsce technikę  strumienia świadomości wykorzystywali między innymi Jerzy Andrzejewski i Zofia Nałkowska. Podobnie także Witold Gombrowicz pisząc językiem stereotypów, frazeologizmów, narodowych kalek myślenia; takiego rodzaju strumienia świadomości użył Gombrowicz w powieści Trans-Atlantyk (1953).
Termin „strumień świadomości” bywa stosowany również w odniesieniu do innych dziedzin sztuki. Koronny przykład filmu nakręconego za pomocą takiej techniki to Osiem i pół (1963) Federico Felliniego, ponadto także Hiroszima, moja miłość (1959) Alain Resnais'go oraz Synekdocha, Nowy Jork (2008) Charliego Kaufmana. Muzycznym strumieniem świadomości bywa z kolei nazywana płyta Johna Frusciante Niandra Lades and Usually Just a T-Shirt.